# Rubycon
Rubycon este un album lansat în  1975, al trupei  Germane de muzică electronică, Tangerine Dream.  Este considerat drept unul dintre cele mai bune albume ale trupei. Rubycon promovează dezvolatrea sunetului de sequencer a Școlii Berlineze de Muzică Electronică ce l-au întrodus prin piesa cu titlul albumului Phaedra.
Deși nu se potrivea la capitolul vânzări cu albumul Phaedra, prin albumul Rubycon trupa a obținut cea mai înaștă poziție în topul Britanic. Toate edițiile ale acum defuntului Guinness Book of British Hit Albums, i-au acordat albumului poziția de top, și pentru mulți ani Tangerine Dream. Deși recent, pagina de web (www.chartstats.com), susține ca Rubycon a atins de fapt poziția Nr. 10. 

## Personal
- Edgar Froese – Mellotron, chitară, Sintetizator VCS 3, Orgă, Gong
- Christopher Franke – Dublu Sintetizator Moog, Sintetizator VCS 3, Synth A/Orgă/ Orgă Modificată Elka & Pian setat
- Peter Baumann – Orgă, pian electric, Sintetizator VCS 3, Pian-E/Orgă/Synth Vocal A/ARP 2600, Pian setat

## Lista pieselor
- "Rubycon, Part One" – 17:18
  - Compus & interpretat de: 
    - Edgar Froese: Mellotron/Chitară & Sintetizator VCS 3
    - Christopher Franke: Dublu Sintetizator Moog, Synth A/Orgă/ Orgă Modificată Elka & Pian setat
    - Peter Baumann: Orgă/Synth A/E-Pian & Pian setat

- "Rubycon, Part Two" – 17:35
  - Compus & interpretat de:
    - Christopher Franke: Dublu Sintetizator Moog, Gong/Synth A/Orgă
    - Edgar Froese: Orgă/Mellotron/Chitară/Gong/Sintetizator VCS 3
    - Peter Baumann: Pian-E/Orgă/Synth Vocal A/ARP 2600